# NGC 7665
NGC 7665 est une galaxie spirale barrée magellanique située dans la constellation du Verseau. Sa vitesse par rapport au fond diffus cosmologique est de 4 449 ± 25 km/s, ce qui correspond à une distance de Hubble de 65,6 ± 4,6 Mpc (∼214 millions d'al). NGC 7665 a été découverte par l'astronome germano-britannique William Herschel en 1785.
NGC 7665 présente une large raie HI. Selon la base de données Simbad, NGC 7661 est une radiogalaxie.